# Jankov, Benešov
Jankov là một làng thuộc huyện Benešov, vùng Středočeský, Cộng hòa Séc.